# A Ilha dos Amores
A Ilha dos Amores (em japonês: 恋の浮島, Koi no Ukisima) é um filme luso-japonês de drama e romance realizado por Paulo Rocha. O filme foi apresentado no Festival de Cannes em maio de 1982, onde foi indicado ao prémio Palma de Ouro.
No Japão o filme foi lançado a 12 de março de 1983 e em Portugal foi lançado a 8 de março de 1991.

## Elenco
- Luís Miguel Cintra como Venceslau de Morais
- Clara Joana como Isabel / Vénus
- Zita Duarte como Francisca
- Jorge Silva Melo como Pintor
- Paulo Rocha como Camilo Pessanha
- Yoshiko Mita como O-Yoné
- Atsuko Murakumo como Ko-Haru
- Jun Toyokawa como Asatarô
- Erl Tenni como Atchan
- Lai Wang como Mãe chinesa